# Зарјеча
Зарјеча је насељено мјесто у граду Добој, Република Српска, БиХ. Према попису становништва из 1991. у насељу је живјело 350 становника.

## Култура
У селу се налази Храм Свете великомученице Марине – Огњене Марије у Зарјечи и локално гробље.

## Становништво
| Демографија- | Демографија- | Демографија- |
| Година       | Становника   | Становника   |
| ------------ | ------------ | ------------ |
| 1961.        | 0            |              |
| 1971.        | 350          |              |
| 1981.        | 367          |              |
| 1991.        | 350          |              |